# I Can’t Relax in Deutschland
I Can’t Relax In Deutschland (kurz: ICRID) war Mitte der 2000er Jahre eine Initiative verschiedener Künstler, überwiegend aus dem Musikbereich, die sich kritisch mit dem Thema „Popkultur und Nationalismus“ auseinandersetzten. Im Mittelpunkt stand dabei die von der Initiative beobachtete zunehmende „Nationalisierung der Popkultur“. 
Durch eine am 29. August 2005 veröffentlichte Buch-CD, bestehend aus einem 55-seitigen Booklet und einer CD mit Musikstücken der Initiatoren, wurde die Arbeit von ICRID erstmals der breiten Öffentlichkeit zugänglich gemacht.

## Zentrale Positionen
Die Initiative ließ verlauten, dass es kein konkretes Ereignis gegeben habe, das sie zum Aufnehmen der Arbeit bewogen habe. Vielmehr sei es eine „allgemein wahrnehmbare Stimmung“ gewesen, die in der herausgegebenen Buch-CD I Can’t Relax In Deutschland als „neue nationale Selbstfindung“ bzw. „neuer Nationalismus“ bezeichnet wurde. In einem auf der Buch-CD enthaltenen Essay des Sozialwissenschaftlers Roger Behrens heißt es, dass dieser neue Nationalismus durch den Paradigmenwechsel in der deutschen Bevölkerung geprägt sei, eingeleitet im Laufe der rot-grünen Regierung. Seine wesentlichen Merkmale seien die Debatte um den Schlussstrich unter die deutsche Vergangenheit auf der einen, die Bemühungen um die Relativierung der deutschen Vergangenheit und die Verklärung deutscher Soldaten zu Opfern auf der anderen Seite.
Die Initiative liefert mit ihrem Erklärungsansatz einen Theoriebau, der unabhängig von den einzelnen aktualitätsgebundenen Phänomenen existiert. Auf popkulturelle Phänomene bezieht sich ICRID dabei ausdrücklich nur exemplarisch aufgrund des eigenen kulturellen Hintergrundes der Beteiligten in der Initiative. So wird unter anderem auf die Radioquotenforderung, Flick-Ausstellung oder die als Nationalisten kritisierten Musiker (von MIA., Joachim Witt und Peter Heppner bis Fler und viele mehr) Bezug genommen. Diese hätten die generelle Sehnsucht nach nationalen Identitäten gar nicht erst in Frage gestellt oder ad absurdum geführt. Auch der Kampagne 1. FC Deutschland der Bundesregierung zur Weltmeisterschaft 2006 sowie der Medienkampagne Du bist Deutschland von Axel Springer AG, Bertelsmann und RTL, unterstützt von Günther Jauch bis Xavier Naidoo, wollte ICRID eine Debatte entgegenstellen. Dabei sollte die Frage nach der Identität auf einer Tour durch deutsche Großstädte mit dem Publikum selbst erörtert und diskutiert werden.
Auf popkulturellem Sektor vertrat ICRID die These, dass keine kulturelle Sparte (Pop-Musik, Punk, Hip-Hop etc.) vor Ressentiments geschützt sei. Auch die politisch linke Einstellung (Argument der Popgruppe MIA. 2004) sei kein Schutz davor. Außerdem sei Popkultur kein aus den gesellschaftlichen Verhältnissen herausgelöster Bereich, weshalb die Kritik auch als Kritik an der deutschen Gesellschaft zu verstehen sei.
Die Beiträge der Initiative versuchten mit konkreten Ansätzen und Fragen über die Phänomen-Ebene hinaus eine Analyse der Hintergründe zu geben. Diese lauteten unter anderem:
- wieso in scheinbaren ökonomischen Krisenzeiten das Projekt Nation als Alternative immer besonders attraktiv erscheine
- ob es bei der generellen Kritik an Nation und Staatlichkeit eine deutsche Spezifik und Kontinuitäten in Fragen eines nationalen Kollektivs gebe
- was die Kulturgeschichte Deutschlands sei/was sie kennzeichne etc.

Die darüber hinausgehenden Fragen erörtern ebenso, ob Popmusik als subversives Element überhaupt noch das Ziel von Rebellion und Umwälzung der Verhältnisse bezwecken könne.

„Die Reichweite, die sich die Linke von Popkultur erhoffte, war zu begrenzt, um politische Realitäten wirklich zu bewegen. Die Möglichkeit zur Bewusstseinsänderung, ein kritisches Verständnis von Gesellschaft, die Erkenntnis, dass Deutschland nichts ist, worauf man sich positiv berufen sollte, wurde meines Erachtens gehörig unterschätzt. Insofern existiert ein übersteigertes Bild von den ‚Wirkungsmächten‘ von Popkultur. Die ‚Verabschiedung‘ von Pop ist, was dessen Illusion betrifft, faktisch schon geschehen“

## Mitglieder
Die Initiative war ein Zusammenschluss von unterm durchschnitt (Musiklabel), Conne Island (ein Zentrum von und für Linke, Jugend-, Pop- und Subkulturen), Beatpunk Webzine (Webzine zu kritischer Popkulturtheorie), Propellas (feministisches offenes Netzwerk, welches Frauen in der Musik unterstützt), Guess I Was Punk (Minimal Art Accessoires) und Blackstar Conspiracy (Indy Booking Agentur).
Autoren der Initiative waren Martin Büsser, Roger Behrens und die Gruppe sinistra!. Bands und Musiker waren Monochrome, Kettcar, Tocotronic, Räuberhöhle, Saalschutz, Die Goldenen Zitronen, Rhythm King and Her Friends, Mouse on Mars, Lali Puna, Muff Potter, Peters., Egotronic, The Robocop Kraus, Kante, Bernadette La Hengst, Die Sterne, Von Spar, Stella, Knarf Rellöm, T.Raumschmiere, Superpunk und Lawrence.

### Wikinews
- Initiative gegen Nationalismus in der Popkultur veröffentlicht Buch-CD
- „Du Bist Deutschland“ – Kampagne beschwört das nationale Kollektiv

### Rezensionen
- Laut.de: Gegen Neue Deutsche Welle
- „Wir sind Wir“ – Das popkulturelle Deutschland fährt völkisches Geschütz auf
- Süddeutsche Zeitung, „Jetzt“: I Can’t Relax In Deutschland
- Leipzig Almanach: Aber hier leben, nein danke? Die vierte „Pop-Up“ diskutiert über das Deutsche in der Musik
- Artikel in der taz zur Initiative